# جبل صايد
جبل صايد أحد جبال منطقة المدينة المنورة ويقع بالقرب من مركز العمق، يبعد 120 كم جنوب شرقي المدينة المنورة. يبلغ أرتفاعه 1,073 م (3,520 قدم).

## النحاس
جبل صايد أحد أهم مناجم النحاس المكتشفة في المملكة وهو منجم تحت سطحي يحتوي على احتياطي مؤكد يصل إلى 99 مليون طن من خام النحاس بنسبه 2.68٪ من فلز النحاس.